# 小行星2717
小行星2717（2717 Tellervo）是一颗围绕太阳公转的小行星。1940年11月29日，利斯·奧特瑪在图尔库发现了此天体。
該小行星以芬蘭神話的森林女神泰勒沃命名。
这颗小行星的绝对星等为163.37632等。